# Hoàng Hải

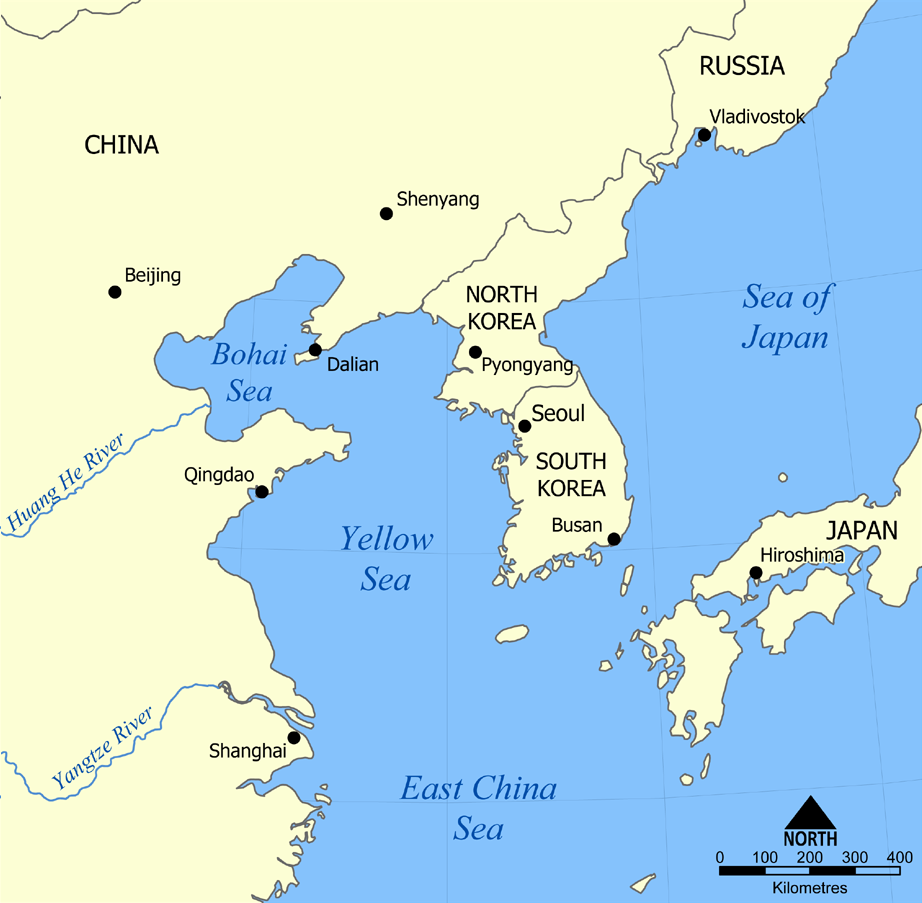
Hoàng Hải (Yellow Sea)

Hoàng Hải (tiếng Hán: 黄海, Wade-Giles: Huang-hai) là một biển nhỏ thuộc Thái Bình Dương nằm giữa bán đảo Triều Tiên và Trung Quốc, ở phía bắc Đông Hải. Tên "Hoàng Hải" (biển màu vàng) bắt nguồn từ tên con sông mang nặng phù sa đổ ra biển - sông Hoàng Hà. Người Triều Tiên gọi biển này là Hoàng Hải (Hangul: 황해; phiên âm Latinh cải tiến: Hwanghae; McCune-Reischauer: Hwanghae) hoặc Tây Hải (Hangul: 서해; phiên âm Latinh cải tiến: Seohae; McCune-Reischauer: Sŏhae).
Vịnh nằm sâu trong cùng của Hoàng Hải là Bột Hải (trước kia gọi là vịnh Trực Lệ). Một vịnh nữa nằm giữa bán đảo Liêu Đông và bán đảo Triều Tiên là vịnh Triều Tiên.
Các hải cảng chính: Thiên Tân, Thanh Đảo, Đại Liên (bao gồm cả Lữ Thuận) thuộc Trung Quốc, Incheon thuộc Hàn Quốc.